# Polskie królowe
Polskie królowe – wykaz ten obejmuje koronowane lub używające tytułu królewskiego żony polskich władców. Wykaz koronacji polskich królowych (i królów) zobacz: Lista koronacji królów i królowych polskich
Pierwszym koronowanym królem Polski był Bolesław I Chrobry, jednak nie wiadomo, czy jego żona – Oda, margrabianka miśnieńska, dożyła koronacji męża w 1025 roku. Pierwszą pewną polską królową jest Rycheza, żona Mieszka II.
W 1076 roku na króla Polski został koronowany Bolesław II Szczodry. O jego żonie zachowało się bardzo mało informacji – nie jest znane nawet jej imię ani pochodzenie.
W 1295 roku czwartym królem Polski został Przemysł II; wraz z nim została koronowana jego żona Małgorzata, margrabianka brandenburska.
W 1303 roku na królową Polski została koronowana Ryksa Elżbieta, żona Wacława II, króla Czech i Polski.
Od 1320 do 1795 roku wszyscy polscy władcy nosili tytuł króla. Ich małżonkom przysługiwał tytuł królowych, używały go czasami jeszcze między ślubem a koronacją, a czasami nawet mimo braku tej ostatniej. Z żon polskich królów po 1320 roku koronacji nie dostąpiły Helena, żona Aleksandra Jagiellończyka, i Krystyna Eberhardyna, żona Augusta II Mocnego.
Od 1815 do 1831 roku, czyli do detronizacji króla Mikołaja I Romanowa, królowymi polskimi były rosyjskie caryce, po tym okresie tytuł królowej został włączony w skład tytułów carskich i był w użyciu do 1917 roku.
Kursywą oznaczono królowe niekoronowane lub których koronacja jest niepewna.
Wytłuszczeniem oznaczono królowe, którym przysługiwał także tytuł króla.

## Dynastia piastowska
| #  | Imię                      |  | Urodzona               | Zmarła                       | Czas rządów                              | Rodzice                                   | Informacje |
| -- | ------------------------- |  | ---------------------- | ---------------------------- | ---------------------------------------- | ----------------------------------------- | --- |
| 1  | Oda Miśnieńska            |  | 996–1002               | po 1018 ?                    | 1025 (?)                                 | Ekkehard I Swanhilda                      | żona Bolesława I Chrobrego, według J. Długosza była pierwszą polską królową                                                                                            |
| 2  | Rycheza Lotaryńska        |  | ok. 993                | 21 marca 1063 Saalfeld/Saale | 1025-1034                                | Erenfried Ezo Matylda Saksońska           | żona Mieszka II, tytułem królewskim posługiwała się do śmierci w 1063                                                                                                  |
| 3  | Wyszesława                |  | N.N. ?                 | N.N.                         | 1076-1079                                | Światosław II ?                           | Wyszesława lub Agnieszka Przemyślidka, żona Bolesława Szczodrego |
| 4  | Małgorzata Brandenburska  |  | 1270 ?                 | 1315 Ratzeburg               | 1295-1296                                | Albrecht III Matylda Duńska               | żona Przemysła II |
| 5  | Ryksa Elżbieta            |  | 1 września 1288 Poznań | 19 października 1335 Brno    | 1303-1305 i tytularna królowa: 1306-1307 | Przemysł II Ryksa                         | żona Wacława II Czeskiego i tytularnego króla Polski Rudolfa Habsburga                                                                                                 |
| 6  | Wiola Elżbieta Cieszyńska |  | ok. 1291 ?             | 21 września 1317 ?           | 1305-1306                                | Mieszko cieszyński NN                     | żona Wacława III, niekoronowana królowa Polski |
| –  | Anna Przemyślidka         |  | 15 października 1290 ? | 3 września 1313 ?            | 1306 i 1307-1310                         | Wacław II Guta von Habsburg               | żona tytularnego króla Polski Henryka Karynckiego, niekoronowana królowa Polski                                                                                        |
| –  | Elżbieta Przemyślidka     |  | 20 stycznia 1292 Praga | 28 września 1330 Wyszhrad    | 1310-1330                                | Wacław II Guta von Habsburg               | żona tytularnego króla Polski Jana Luksemburskiego, niekoronowana królowa Polski                                                                                       |
| –  | Beatrycze Burbon          |  | ok. 1318               | 23 grudnia 1383              | 1334-1335                                | Ludwik de Bourbon Maria d’Avesnes         | żona tytularnego króla Polski Jana Luksemburskiego, niekoronowana królowa Polski                                                                                       |
| 7  | Jadwiga Kaliska           |  | ok. 1266 Kalisz        | 10 grudnia 1339 Stary Sącz   | 1320-1333                                | Bolesław Pobożny Jolenta Helena Węgierska | żona Władysława I Łokietka |
| 8  | Aldona Anna Litewska      |  | ok. 1311–1313 ?        | 25 maja 1339 Kraków          | 1333-1339                                | Giedymin Jewna                            | żona Kazimierza III Wielkiego |
| 9  | Adelajda Heska            |  | 1324 ?                 | 1371 ?                       | 1341-1368                                | Henryk II Żelazny Elżbieta Turyńska       | żona Kazimierza III Wielkiego |
| 10 | Jadwiga Żagańska          |  | pomiędzy 1340 a 1350 ? | 27 marca 1390 Legnica        | 1363-1370                                | Henryk V Żelazny Anna Płocka              | konkubina/żona Kazimierza III Wielkiego (W bulli z 1368 papież wyraźnie zaznaczył, że związku z Jadwigą nie można uprawomocnić i legalną królową Polski jest Adelajda) |

## Dynastia andegaweńska
| #  | Imię                 |  | Urodzona                 | Zmarła                 | Czas rządów | Rodzice                                | Informacje                                                                               |
| -- | -------------------- |  | ------------------------ | ---------------------- | ----------- | -------------------------------------- | ---------------------------------------------------------------------------------------- |
| 11 | Elżbieta Bośniaczka  |  | ok. 1340 ?               | styczeń 1387 Nowy Gród | 1370-1384   | Stefan II Kotromanić Elżbieta Kujawska | żona Ludwika Węgierskiego, niekoronowana królowa Polski                                  |
| 12 | Jadwiga Andegaweńska |  | 3 października 1373 Buda | 17 lipca 1399 Kraków   | 1384-1399   | Ludwik Węgierski Elżbieta Bośniaczka   | jako król Polski, córka Ludwika Węgierskiego (jako pierwsza żona Władysława II Jagiełły) |

## Dynastia jagiellońska
| #  | Imię                               |  | Urodzona                | Zmarła                     | Czas rządów | Rodzice                                    | Informacje |
| -- | ---------------------------------- |  | ----------------------- | -------------------------- | ----------- | ------------------------------------------ | --- |
| 13 | Anna Cylejska                      |  | 1380/1381 ?             | 20/21 marca 1416 Kraków    | 1403-1416   | Wilhelm Cylejski Anna Kazimierzówna        | druga żona Władysława II Jagiełły                                                                                 |
| 14 | Elżbieta Granowska                 |  | ok. 1372 ?              | 12 maja 1420 Kraków        | 1417-1420   | Otton Pilecki Jadwiga Melsztyńska          | trzecia żona Władysława II Jagiełły                                                                               |
| 15 | Zofia Holszańska                   |  | ok. 1405 ?              | 21 września 1461 Kraków    | 1424-1434   | Andrzej Holszański Aleksandra Drucka       | czwarta żona Władysława II Jagiełły                                                                               |
| 16 | Elżbieta Rakuszanka (Habsburżanka) |  | 1436/1437 ?             | 30 sierpnia 1505 Kraków    | 1454-1492   | Albrecht II Habsburg Elżbieta Luksemburska | żona Kazimierza IV Jagiellończyka                                                                                 |
| 17 | Helena Moskiewska                  |  | 19 maja 1476 Moskwa     | 20 stycznia 1513 Wilno     | 1501-1506   | Iwan III Srogi Zofia Paleolog              | żona Aleksandra Jagiellończyka, niekoronowana królowa Polski, nie była koronowana ze względu na swoje prawosławie |
| 18 | Barbara Zápolya                    |  | między 1490 a 1496 ?    | 2 października 1515 Kraków | 1512-1515   | Stefan Zápolya Jadwiga Cieszyńska          | pierwsza żona Zygmunta I Starego                                                                                  |
| 19 | Bona Sforza                        |  | 2 lutego 1494 Vigevano  | 19 listopada 1557 Bari     | 1518-1557   | Gian Galeazzo Sforza Izabela Aragońska     | Królowa Polski, druga żona Zygmunta I Starego                                                                     |
| 20 | Elżbieta Habsburżanka              |  | 9 lipca 1526 Linz       | 15 czerwca 1545 Wilno      | 1543-1545   | Ferdynand I Habsburg Anna Jagiellonka      | pierwsza żona Zygmunta II Augusta                                                                                 |
| 21 | Barbara Radziwiłłówna              |  | 6 grudnia 1520 Wilno    | 8 maja 1551 Kraków         | 1550-1551   | Jerzy Radziwiłł Barbara Kolanka            | druga żona Zygmunta II Augusta                                                                                    |
| 22 | Katarzyna Habsburżanka             |  | 15 września 1533 Wiedeń | 28 lutego 1572 Linz        | 1553-1572   | Ferdynand I Habsburg Anna Jagiellonka      | trzecia żona Zygmunta II Augusta                                                                                  |

## Królowie elekcyjni
| #  | Imię                                  |  | Urodzona                    | Zmarła                    | Czas rządów           | Rodzice                                                      | Informacje                                                              |
| -- | ------------------------------------- |  | --------------------------- | ------------------------- | --------------------- | ------------------------------------------------------------ | ----------------------------------------------------------------------- |
| 23 | Anna Jagiellonka                      |  | 18 października 1523 Kraków | 9 września 1596 Warszawa  | 1575-1586 (1596)      | Zygmunt I Stary Bona Sforza                                  | król Polski, żona Stefana Batorego                                      |
| 24 | Anna Habsburżanka                     |  | 16 sierpnia 1573 Graz       | 10 lutego 1598 Warszawa   | 1592-1598             | Karol Styryjski Maria Anna Bawarska                          | pierwsza żona Zygmunta III Wazy                                         |
| 25 | Konstancja Habsburżanka               |  | 24 grudnia 1588 Graz        | 10 lipca 1631 Warszawa    | 1605-1631             | Karol Styryjski Maria Anna Bawarska                          | druga żona Zygmunta III Wazy                                            |
| 26 | Cecylia Renata Habsburżanka           |  | 16 lipca 1611 Graz          | 24 marca 1644 Wilno       | 1637-1644             | Ferdynand II Habsburg Maria Anna Wittelsbach                 | pierwsza żona Władysława IV Wazy                                        |
| 27 | Ludwika Maria Gonzaga                 |  | 18 sierpnia 1611 Nevers     | 10 maja 1667 Warszawa     | 1646-1648 i 1649-1667 | Karol I Gonzaga Katarzyna de Guise                           | druga żona Władysława IV Wazy, żona Jana Kazimierza Wazy                |
| 28 | Eleonora Habsburżanka                 |  | 31 maja 1653 Wiedeń         | 17 grudnia 1697 Innsbruck | 1670-1673             | Ferdynand III Habsburg Eleonora Gonzaga                      | żona Michała Korybuta Wiśniowieckiego                                   |
| 29 | Maria Kazimiera d’Arquien             |  | 28 czerwca 1641 Nevers      | 30 stycznia 1716 Blois    | 1676-1696             | Henryk Albert de la Grange d’Arquien Franciszka de la Châtre | żona Jana III Sobieskiego                                               |
| 30 | Krystyna Eberhardyna Hohenzollernówna |  | 29 grudnia 1671 Bayreuth    | 5 września 1727 Pretzsch  | 1697-1727             | Krystian Ernest Zofia Luiza Wirtemberska                     | żona Augusta II Mocnego, niekoronowana królowa Polski                   |
| 31 | Katarzyna Opalińska                   |  | 13 października 1680 Poznań | 19 marca 1747 Lunéville   | 1705-1708             | Jan Karol Opaliński Zofia Anna Czarnkowska                   | żona Stanisława Leszczyńskiego                                          |
| 32 | Maria Józefa Habsburżanka             |  | 8 grudnia 1699 Wiedeń       | 17 listopada 1757 Drezno  | 1734-1757             | Józef I Habsburg Wilhelmina Amalia Brunszwicka               | żona Augusta III Sasa, ostatnia królowa Rzeczypospolitej Obojga Narodów |

## Królestwo kongresowe

### Dynastia Romanowów
| #  | Imię                  |  | Urodzona                           | Zmarła                           | Czas rządów*   | Rodzice                                                 | Żona                | Uwagi                                            |
| -- | --------------------- |  | ---------------------------------- | -------------------------------- | -------------- | ------------------------------------------------------- | ------------------- | ------------------------------------------------ |
| 33 | Elżbieta Aleksiejewna |  | 24 stycznia 1779 Karlsruhe         | 16 maja 1826 Bielow              | 1815–1825      | Karol Ludwik Badeński Amalia Fryderyka Hessen-Darmstadt | żona Aleksandra I   |                                                  |
| 34 | Aleksandra Fiodorowna |  | 13 lipca 1798 pałac Charlottenburg | 1 listopada 1860 Carskie Sioło   | 1825–1831/1855 | Fryderyk Wilhelm III Luiza Pruska                       | żona Mikołaja I     | mimo detronizacji męża używała tytułu do 1855 r. |
| 35 | Maria Aleksandrowna   |  | 8 sierpnia 1824 Darmstadt          | 3 czerwca 1880 Petersburg        | 1841-1880      | Ludwik II Heski Wilhelmina Badeńska                     | żona Aleksandra II  | Królowa Polski w latach 1855–1880                |
| 36 | Maria Fiodorowna      |  | 26 listopada 1847 Kopenhaga        | 13 października 1928 Klampenborg | 1866-1928      | Chrystian IX Duński Luiza Hessen-Kassel                 | żona Aleksandra III | Królowa Polski w latach 1881–1894                |
| 37 | Aleksandra Fiodorowna |  | 6 czerwca 1872 Darmstadt           | 17 lipca 1918 Jekaterynburg      | 1894-1917      | Ludwik IV Heski Alicja Koburg                           | żona Mikołaja II    | Królowa Polski w latach 1894–1917                |